# Rheniit
Rheniit ist ein sehr selten vorkommendes Mineral aus der Mineralklasse der „Sulfide und Sulfosalze“ mit der chemischen Zusammensetzung ReS2 und ist damit chemisch gesehen Rheniumdisulfid oder genauer Rhenium(IV)-sulfid. Durch Substitution kann Rheniit einen gewissen Anteil Molybdän anstelle von Rhenium enthalten (bis 6 Gew.%).
Rheniit kristallisiert im triklinen Kristallsystem, entwickelt aber nur selten millimetergroße, plättchen- bis flockenförmige Kristalle von silberweißer bis grauer Farbe und schwarzer Strichfarbe, die in dünnen Schichten rötlich durchscheinen. Der überwiegende Anteil an Rheniitfunden besteht aus körnigen bis massigen Aggregaten.

## Etymologie und Geschichte
Rheniit ist das einzige bislang bekannte Rheniummineral. Erstmals entdeckt wurde es 1992 an den Fumarolen des Vulkans Kudrjawy auf der Kurileninsel Iturup in Russland und beschrieben durch M. A. Korzhinsky, S. I. Tkachenko, K. I. Shmulovich, Y. A. Taran und G. S. Steinberg, die das Mineral nach seinem Hauptbestandteil, dem Element Rhenium, benannten.
Seit 2004 ist Rheniit von der International Mineralogical Association (IMA) als eigenständiges Mineral anerkannt (IMA1999-004a).

## Klassifikation
Bereits in der veralteten, aber teilweise noch gebräuchlichen 8. Auflage der Mineralsystematik nach Strunz gehörte der Rheniit zur Mineralklasse der „Sulfide und Sulfosalze“ und dort zur Abteilung der „Sulfide mit dem Stoffmengenverhältnis Metall : Schwefel, Selen, Tellur < 1 : 1“, wo er zusammen mit Castaingit (diskreditiert 1967), Drysdallit, Jordisit, Molybdänit und Tungstenit die unbenannte Gruppe II/D.25 bildete.
Die seit 2001 gültige und von der International Mineralogical Association (IMA) verwendete 9. Auflage der Strunz’schen Mineralsystematik ordnet den Rheniit dagegen in die Abteilung der „Metallsulfide mit M : S ≤ 1 : 2“ ein. Diese ist zudem weiter unterteilt nach dem genauen Stoffmengenverhältnis und den vorwiegend in der Verbindung vorkommenden Metallen, so dass das Mineral entsprechend seiner Zusammensetzung in der Unterabteilung „M : S = 1 : 2, mit Fe, Co, Ni, PGE usw.“ zu finden ist, wo es als einziges Mitglied die unbenannte Gruppe 2.EB.35 bildet.
Auch die vorwiegend im englischen Sprachraum gebräuchliche Systematik der Minerale nach Dana ordnet den Rheniit in die Klasse der „Sulfide und Sulfosalze“ und dort in die Abteilung der „Sulfidminerale“ ein. Hier ist er als einziges Mitglied in der unbenannten Gruppe 02.12.18 innerhalb der Unterabteilung „Sulfide – einschließlich Seleniden und Telluriden – mit der Zusammensetzung AmBnXp, mit (m+n) : p = 1 : 2“ zu finden.

## Kristallstruktur
Rheniit kristallisiert triklin in der Raumgruppe P1 (Raumgruppen-Nr. 2) mit den Gitterparametern a = 6,470(5) Å; b = 6,368(5) Å; c = 6,401(7) Å; α = 105,0(1)°; β = 91,59(9)° und γ = 118,90(6)° sowie vier Formeleinheiten pro Elementarzelle.

## Eigenschaften
Da das in der Verbindung enthaltene Rheniumisotop 187Re schwach radioaktiv ist, ist teilweise auch Rheniit schwach radioaktiv mit einer spezifischen Aktivität von etwa 758,7 Bq/g (zum Vergleich: natürliches Kalium 31,2 Bq/g).

## Bildung und Fundorte
Rheniit bildet sich bei Temperaturen von 500 bis 570 °C in sauren vulkanischen Gasen an Fumarolen oder als Ausscheidung aus der Gasphase bei Temperaturen unter 400 °C in porphyrischen Kupfer- und Molybdänlagerstätten.
Rheniit gehört zu den sehr seltenen Mineralbildungen, das bisher nur in wenigen Proben aus weniger als 10 Fundorten bekannt ist (Stand 2017). Seine Typlokalität Kudrjawy auf Iturup ist dabei die bisher einzige bekannte Fundstelle in Russland.
Weitere bisher bekannte Fundorte sind die antike Grube Gaiswand am Haidbachgraben bei Felben in der Gemeinde Mittersill (Felbertal) im österreichischen Bundesland Salzburg, der Ni-Cu-PGE-Tagebau Phoenix bei Francistown in Botswana, die Ni-Cu-PGE-Sulfidlagerstätte O'Toole bei Fortaleza de Minas im brasilianischen Bundesland Minas Gerais, die Prospektion Pagoni Rachi bei Alexandroupoli (Regionalbezirk Evros) und die Lagerstätte Konos Hills im Gebiet um Kassiteres–Sapes (Regionalbezirk Xanthi) in Griechenland, die Nickelgrube Garson nahe der gleichnamigen Ortschaft im Sudbury District in der kanadischen Provinz Ontario und der zum Usu-Vulkankomplex gehörende Vulkan Showa-Shinzan auf der japanischen Insel Hokkaidō.